# Tió de Nadal

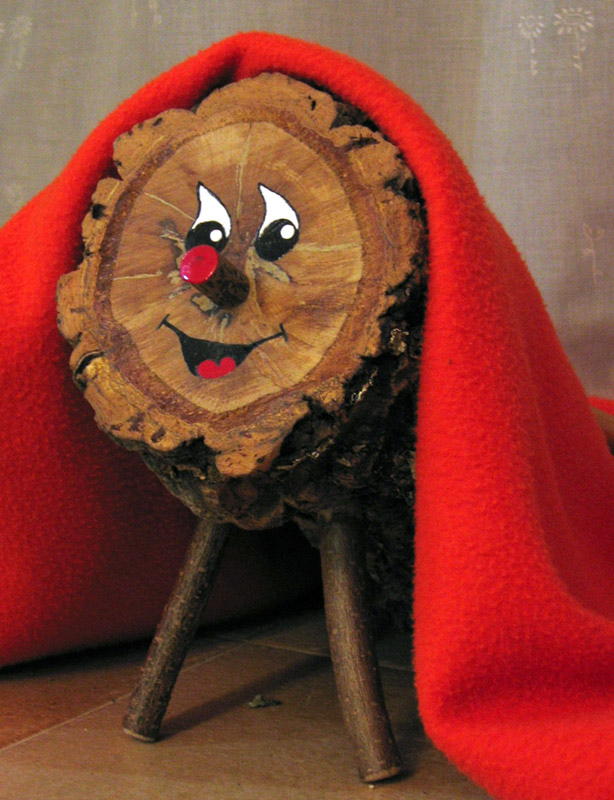
Tió de Nadal

Der Tió de Nadal [tiˈo ðə nəˈðal], kurz Tió, auch Cagatió [ˌkaɣətiˈo], ist ein katalanischer Weihnachtsbrauch. Der Tió („Holzklotz“) ist ein toter Baumstamm, der üblicherweise mit zwei Beinen, lächelndem Gesicht und einer roten Kappe (katalanisch barretina) ausgeschmückt wird. Von Mariä Empfängnis am 8. Dezember bis Weihnachten „ernähren“ ihn die Kinder jeden Tag mit Obst, vor allem mit Äpfeln und Brot, auch mit Süßigkeiten.
Er wird immer mit einer Decke zugedeckt, damit er sich nicht erkältet. Am Heiligen Abend, zwischen dem festlichen Abendessen und der Christmette, erzählen die Eltern, die kleine Geschenke wie z. B. Schokolade und andere Süßigkeiten unter der Decke versteckt haben, dass der Baumstamm Geschenke „scheiße“ (katalanisch cagar), wenn die Kinder die Decke abdecken. Zuvor singen sie ein Lied und schlagen mit Stöcken auf den Baumstamm. Viele Städte und Gegenden in Katalonien kennen hierzu eigene Lieder. Die eigentliche Weihnachtsbescherung findet in Katalonien am 25. Dezember statt. Wie im übrigen Spanien findet auch am 6. Januar (Dreikönigstag) eine wichtige Bescherung statt, rund um Geschenke, die die Drei Könige über Nacht gelassen hätten. Traditionell wird Tortell de Reis gegessen.
In der Vergangenheit war dieser Brauch auch in den aragonesischen Pyrenäen und in Südfrankreich verbreitet, er ist zumindest in Aragonien aber nahezu ausgestorben. Die entsprechende aragonesische Bezeichnung lautet Tronca de Nadal, die okzitanische Cachafuòc [katʃoˈfjɔk]. 
Nachfolgend ist ein Tió-Lied aus Igualada wiedergegeben:

## Lied
| Katalanisch Caga tió, d'avellanes i de pinyó pixa vi blanc de les festes de Nadal. ara vénen festes, festes glorioses menjarem conill i llebres si en tenim. Caga tió caga tió si no vols cagar, et donaré un cop de bastó. | Deutsch Scheiß, tió, Haselnüsse und Pinienkerne piss Weißwein zum Weihnachtsfest. Jetzt kommt das Fest, das glorreiche Fest, wir werden Kaninchen und Hasen, wenn wir haben, essen. Scheiß, tió wenn du nicht scheißen willst, werde ich dich mit einem Stock schlagen. |